# Черединовский
Черединовский — хутор в Гулькевичском районе Краснодарского края России.
Входит в состав Гирейского городского поселения.

## Население
| 2002 | 2010 |
| ---- | ---- |
| 281  | ↘199 |

## Улицы
- ул. Восточная,
- ул. Кубанская,
- ул. Северная[5].